# Vlag van Noord-Brabant
De vlag van Noord-Brabant of Brabants Bont (naar het Brabants bont) bestaat uit een schaakbordpatroon met 24 vlakken in de kleuren rood en wit. De vlag is op 21 januari 1959 door Gedeputeerde Staten van Noord-Brabant als provincievlag vastgesteld, maar deze is veel ouder. De vlag wordt al sinds de middeleeuwen gebruikt, maar raakte in de 18e eeuw in onbruik.

## Beschrijving
De vlag wordt in het besluit als volgt beschreven:
Rechthoekig, bestaande uit vier horizontale banen, verdeeld in zes aangrenzende vlakken van rood en wit en zes verticale banen, verdeeld in vier aangrenzende vlakken van rood en wit.

## Ontwerp
De vlag toont vier rijen van zes vierkante blokken, in een schaakbordpatroon van rood en wit. Dit is een oud patroon, al werden in het verleden verschillende aantallen blokken gebruikt.

## Geschiedenis
De Noord-Brabantse vlag stamt uit de middeleeuwen. De kleuren rood en wit komen, sinds het uitroepen van het Graafschap Leuven tijdens de Lotharingse periode, voor in Brabantse standaarden, vlaggen en wimpels. Het Hertogdom Brabant nam deze kleuren over. Gedurende de middeleeuwen en de eeuwen daarna zouden rood en wit veel gebruikt worden. Vooral schepen voeren onder een rood-witte vlag, met name in Antwerpen.
Vanaf het einde van de negentiende eeuw raakte de geblokte vlag in onbruik en werd een vlag gevoerd waarop het beeld uit het provinciewapen, een gouden leeuw op zwarte grond, werd afgebeeld. Deze vlag vond ook zijn oorsprong ook in het Hertogdom Brabant. Dankzij rijksarchivaris mr. J. Smit kwam de hedendaagse Noord-Brabantse vlag weer in gebruik. Bij de viering van het 750-jarig bestaan van 's-Hertogenbosch in 1935 werd een vlaggenparade gehouden die grote invloed had op zowel het gebruik van de Noord-Brabantse vlag als op de ontwikkeling van de gemeentevlaggen in Nederland. Sinds 1959 is het de officiële vlag van Noord-Brabant. De vlag van de provincie Antwerpen volgt eenzelfde patroon, en heeft de kleuren rood, wit, blauw en geel.
Pas sinds 1959 is het rood-wit geblokte dundoek de officiële vlag van de provincie Noord-Brabant.

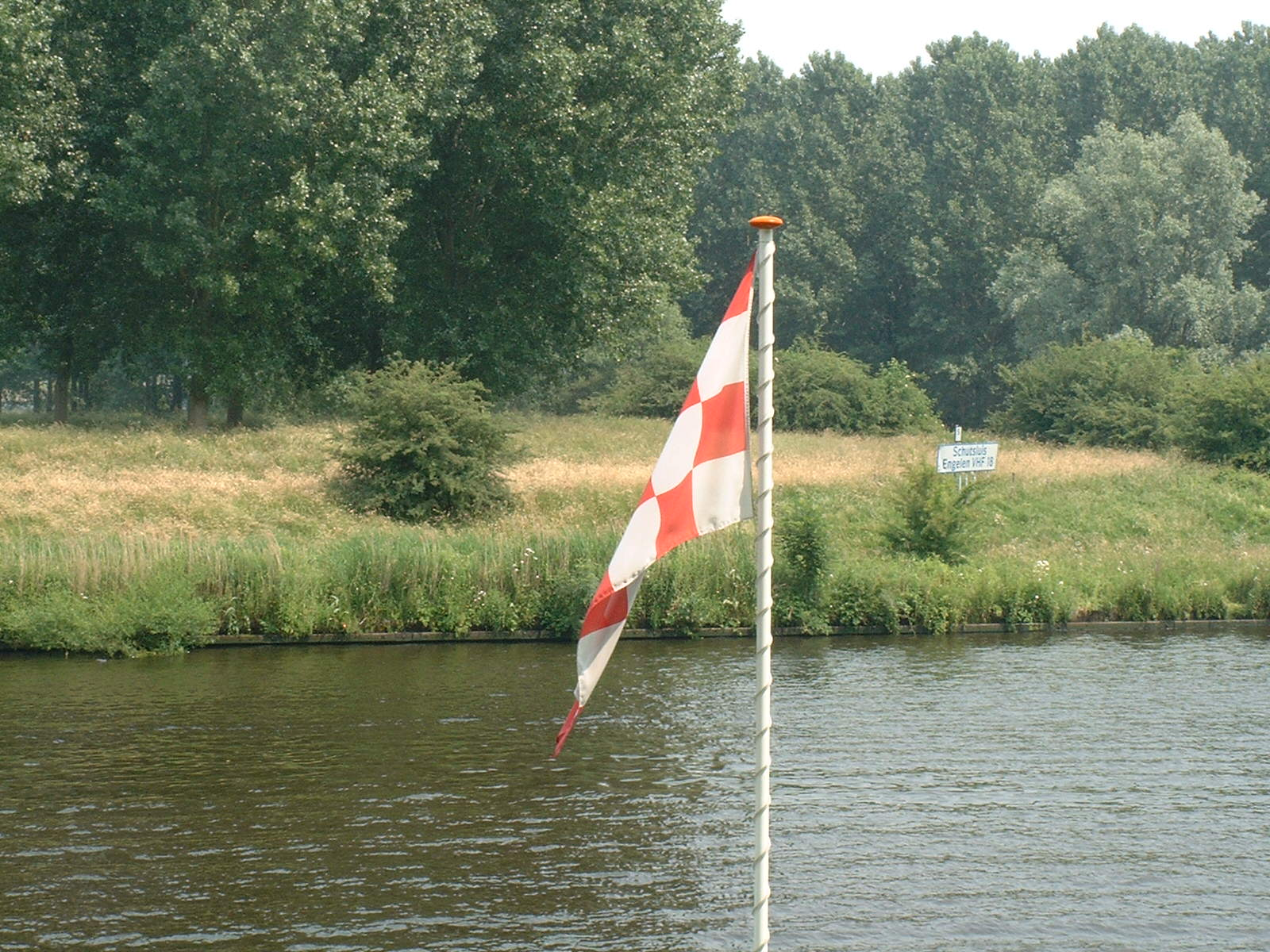
Noord-Brabantse vlag in Engelen

## Hoogste anciënniteit
De Noord-Brabantse vlag heeft de hoogste anciënniteit onder alle Nederlandse provincievlaggen. Om die reden hing zij tot 2006 in de Ridderzaal meteen rechts van de troon van de koningin. Bij officiële gelegenheden dient de vlag, voor de toeschouwers, altijd helemaal op links te hangen. Vanaf Prinsjesdag 2006 zijn de vlaggen vervangen door wandtapijten met daarop het provinciale wapen.